# Stundturm (Sighișoara)
Der Stundturm (rumänisch Turnul cu ceas) der rumänischen Stadt Sighișoara (dt. Schäßburg) im Kreis Mureș ist eine der bekanntesten touristischen Sehenswürdigkeiten Siebenbürgens und wurde als hervorragendes Kulturdenkmal mit dem „Historischen Zentrum“ – der sog. Burg, in das UNESCO-Weltkulturerbe aufgenommen.

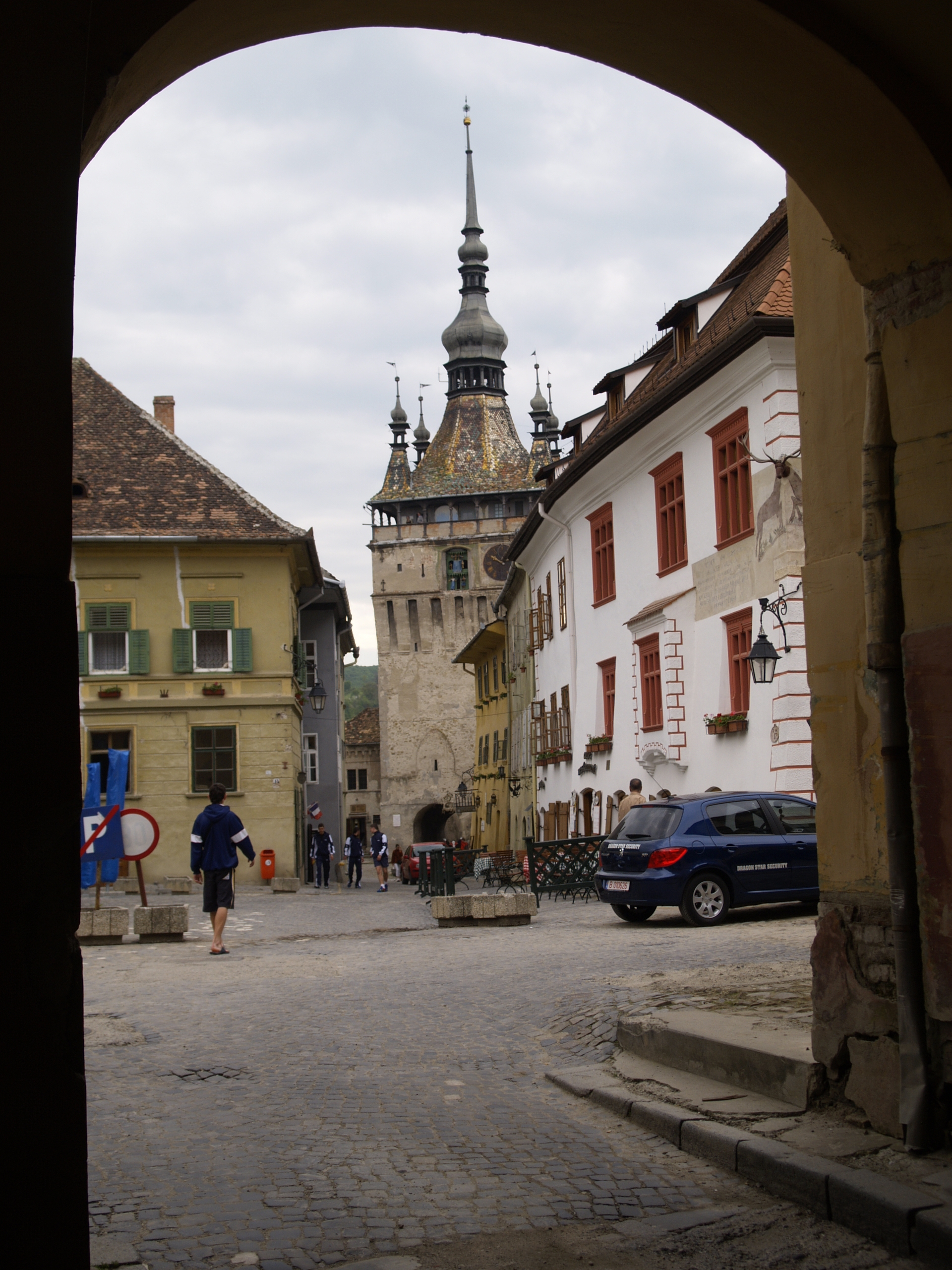
Altstadt – Stundturm (Mitte), Haus mit dem Hirschgeweih (rechts)

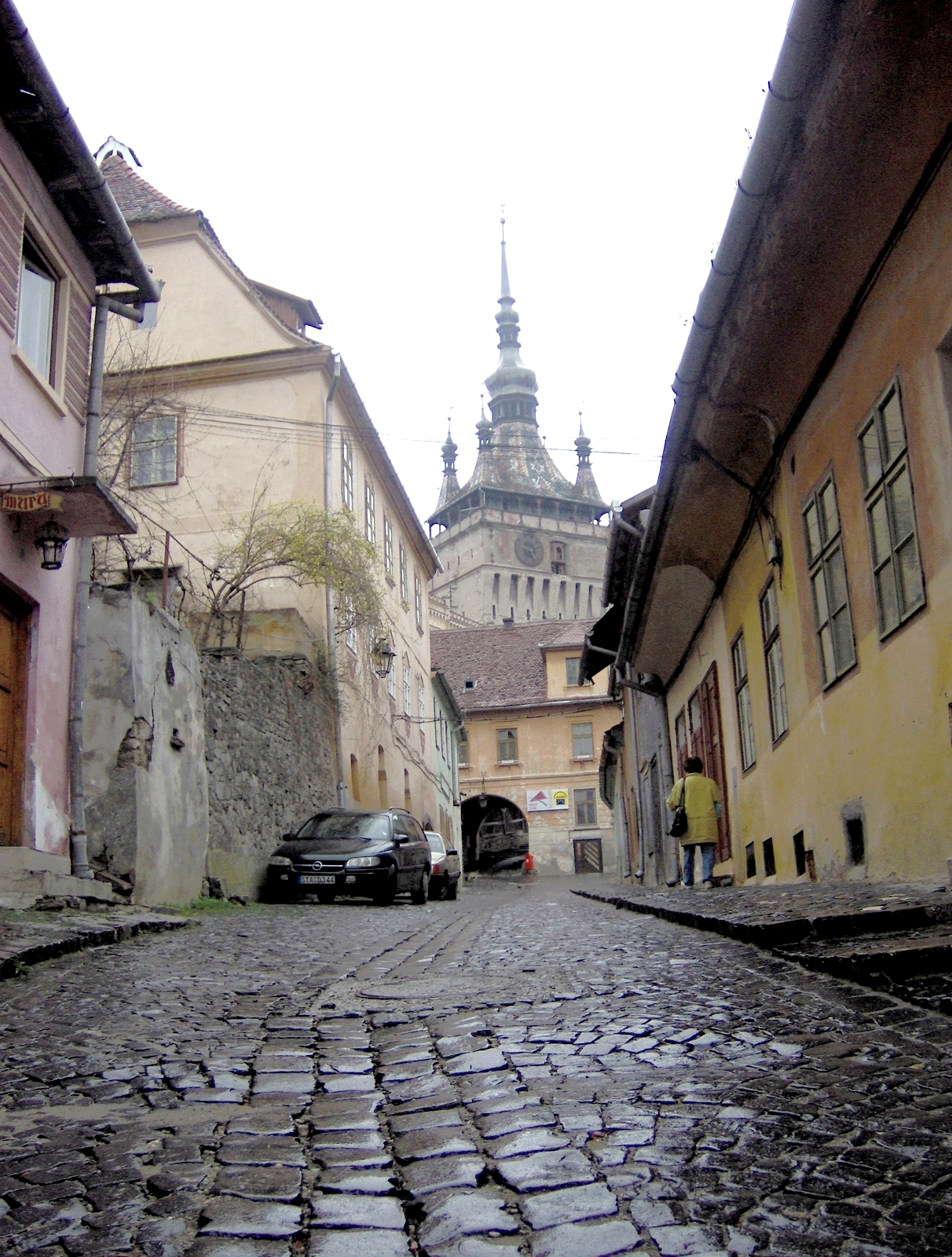
Gasse zum Turm

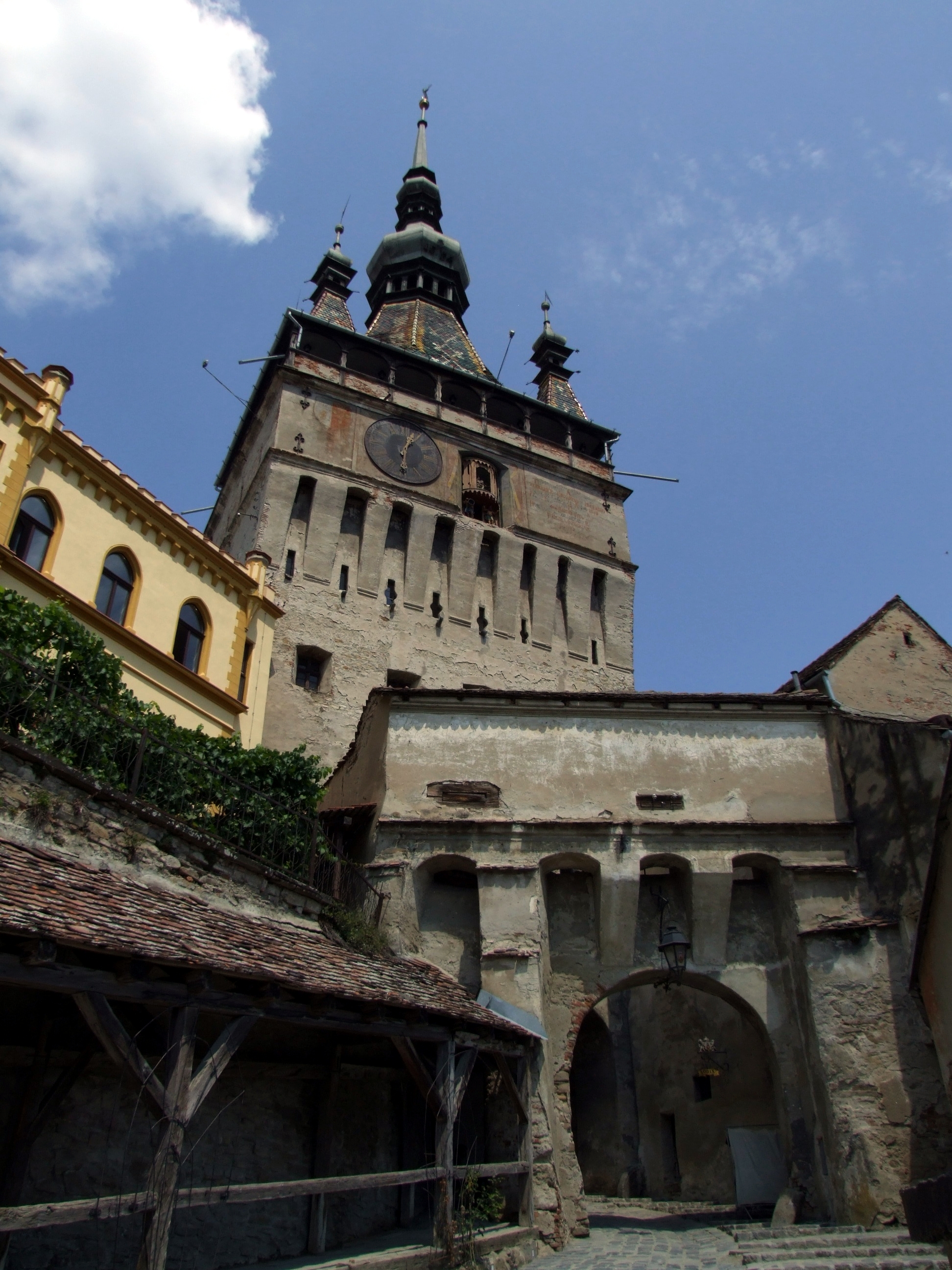
Die Torburg des Stundturm

Stundturm Stadtseite zur Kokel

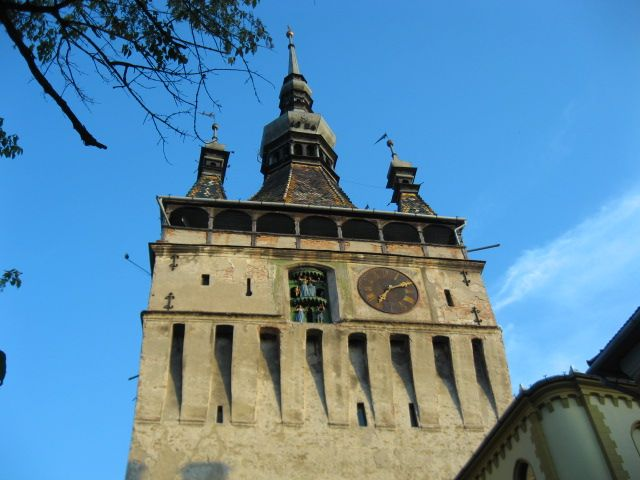
Blick zum Uhrwerk (unterstadtseitig)

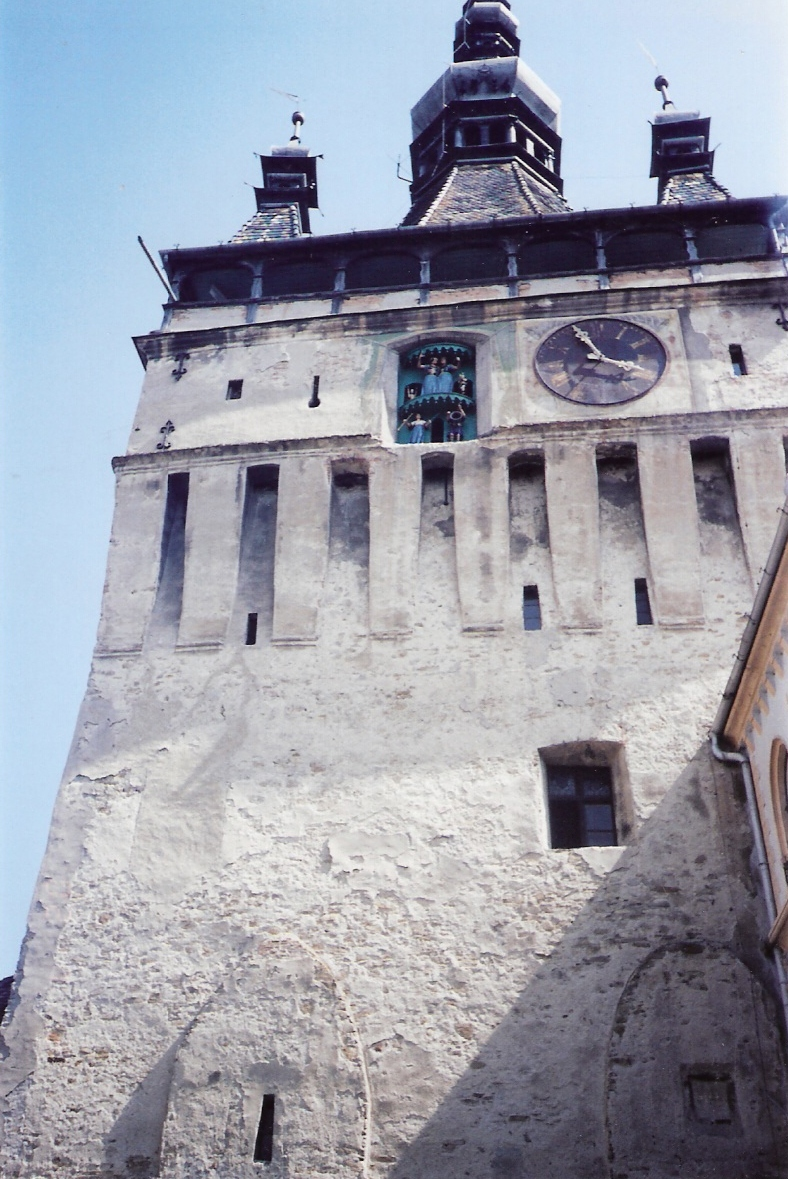
Details am Uhrwerk, gerade findet ein Figurenwechsel statt

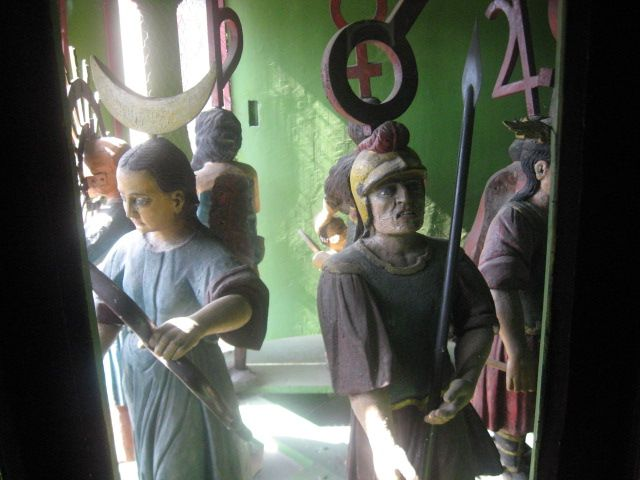
Figuren des Uhrwerks

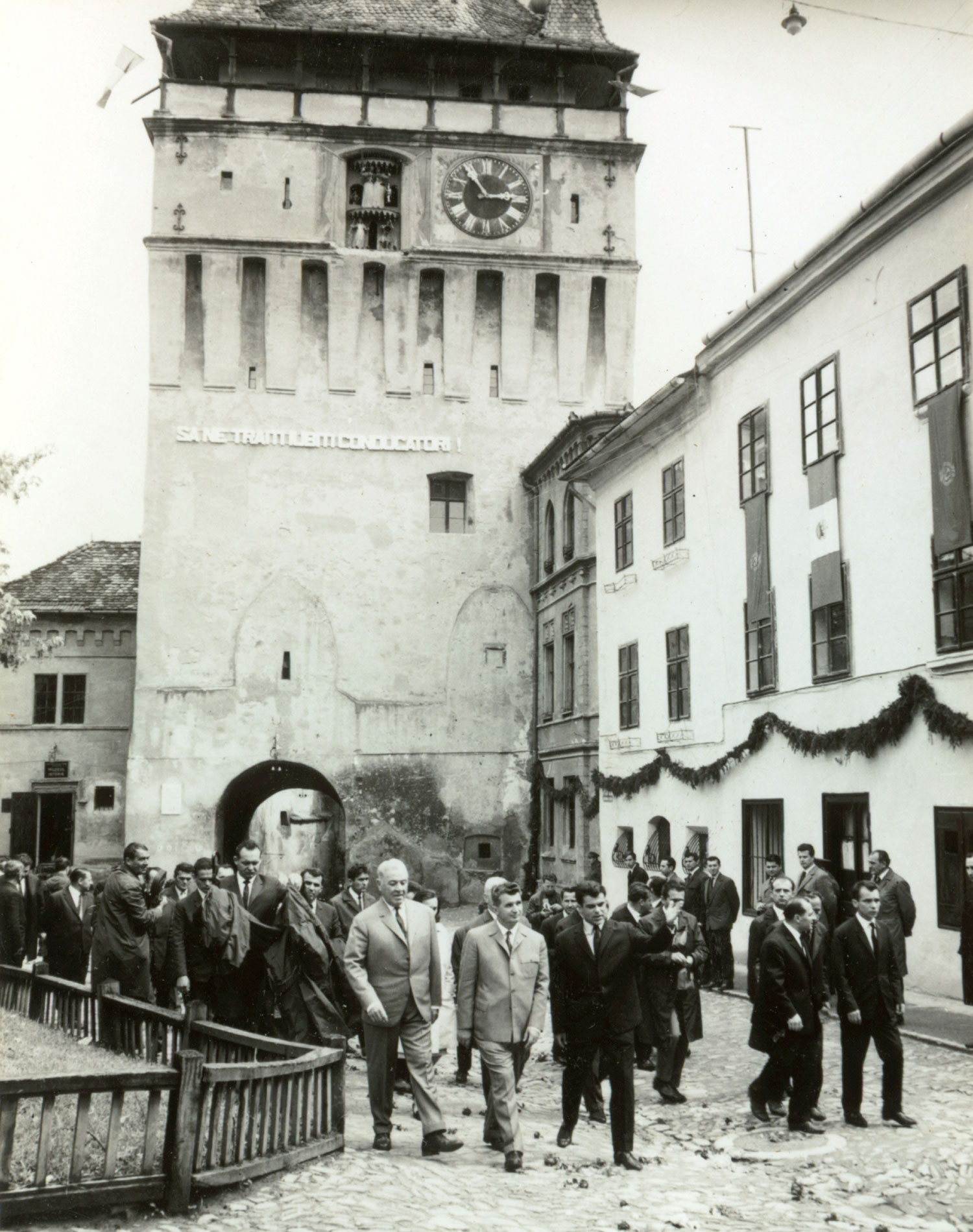
Nicolae Ceaușescu vor dem Turm mit einer ihm gewidmeten Propaganda-Inschrift, um 1967

## Lage
Der Stundturm befindet sich auf der Ostseite des Burgberges, dem Schneiderturm (mit zweitem Burgtor) gegenüber. Benachbarte Wehrtürme sind der Gerberturm – südlich an der Ringmauer – beziehungsweise der Barbierturm im Norden folgend. Der Aufstieg zur Oberstadt erfolgt über die malerisch verwinkelte Gasse Strada Turnului, der Turm selbst steht bereits an der Piața Muzeului 1 und bildet seit dem Mittelalter die Verbindung zwischen den Arealen der Unterstadt und der Oberstadt. Aus wehrtechnischen Gründen biegt der Zugangsweg unmittelbar hinter dem Torturm um etwa 60 Grad nach links ab, daher blickt man beim Eintreten in diesen Teil des Torweges auf die Südfassade der 1492 bis 1515 erbauten Klosterkirche – heute als evangelische Stadtpfarrkirche genutzt. Das Joseph-Haltrich-Lyzeum hat das westlich an den Stundturm angrenzende Wohngebäude erworben und zu einem Internat ausgebaut.

## Baugeschichte und Beschreibung
Die Zufahrt zur Burg durch den Uhrturm war besonders stark befestigt und durch Tore geschützt. Das erste Tor befand sich unter dem Durchgangsgewölbe, unter dem heutigen Gebäude „Ciprian Porumbescu“ (unter Einheimischen auch als „Sandersaal“ bekannt). Es war ein mit Eisenblechen beschlagenes Tor und verfügte über eine Schlupfpforte. Von da aus gelangte man in einen Vorhof, wo man von der majestätischen Größe des Turmes und von der Massigkeit des Wartturmes beeindruckt wurde, dessen mächtige Konsolsteine, Schießscharten und Pechnasen das zweite, innere Tor zieren. Der Zwinger – oder Innenhof – der anfangs mit Eichenbohlen bedeckt, später aber mit Flusssteinen gepflastert wurde, konnte mit den einst gebräuchlichen Waffen des 14. Jahrhunderts leicht verteidigt werden. Dieser Teil war in der Schusslinie für Armbrust, später Feuerwaffen von den Zinnen oder vom Gerberturm aus frei von Hindernissen.
Auch das zweite Tor wurde durch massive, mit Eisenbolzen befestigten Eichenflügeltüren geschlossen. Ihm folgte das dritte, ein wenig nach links gewendete Tor. Es war in der Turmmauer eingebaut und verfügte über ein Fallgitter, das auf Rollen hochgezogen wurde und in vielen mittelalterlichen Burgen zum Standard der Torbefestigung gehörte.
Auf der linken Seite des Eingangshofes befindet sich der sogenannte „Korridor der alten Damen“, eine bedeckte Galerie, die erst 1780 erbaut wurde und den Weg im Winter erleichterte. Am Ende dieses Korridors befand sich die Kammer der Torwächter, die den Eingang bewachten.
Auf der rechten Seite des Tores ist unter dem Turm eine kleine, in die Wand gehauene Zelle zu sehen. Man nimmt an, dass darin die bereits Verurteilten nochmals den Urteilsspruch anhören mussten und von dort den Weg zu ihrer Hinrichtung antraten.
Der untere Teil des Torturmes (Turnul Portii) wurde bereits im 14. Jahrhundert erbaut. Das Erdgeschoss besitzt den gleichen Aufbau wie sein auf der entgegengesetzten Seite der Burg befindlicher „Bruder“ – der Schneiderturm. Die Wandstärke beträgt jeweils 2,35 m, die Mauerabschnitte der ersten beiden Stockwerke sind 1,30 m stark und wurden aus gerundeten Steinen vom Flussbett gebaut. Im Jahr 1604 wurde der Turm mit einem hölzernen Uhrwerk ausgestattet und erhielt nachfolgend den Namen Stundturm (Turnul cu Ceas). Schmiede ersetzten 1648 die bisherige Holzkonstruktion durch ein Uhrwerk aus Eisen und der Handwerksmeister Johann Kirschel ergänzte die beiden großen Zifferblätter mit jeweils einer Gruppe beweglicher Holzfiguren, die zu bestimmten Zeiten aus einer Nische hervortraten. Das Uhrwerk wurde 1906 erneuert. Die Uhr ist einschließlich der bemalten Holzfiguren noch in Betrieb, seit 1964 erfolgt ihr Antrieb elektrisch.
Es ist bisher unbekannt, wie das Dach vor dem großen Brand vom 30. April 1676 ausgesehen haben könnte. Aus einer Rechnung ist überliefert, dass man 1618 „für 56 Gulden und 40 Dinare“ am Turmdach renovierte und das Rathaus 1619 Musikinstrumente „im Werte von 12 Dukaten“ angekauft hatte, damit die Blaskapelle dort an Feiertagen im fünften Stock des Turmes spielen könne.
Seine gegenwärtige Form hat der Uhrturm 1677 erhalten, als auch die benachbarte Klosterkirche renoviert wurde. Als Baumeister und Handwerker wurden erfahrene Ausländer angeworben. „Es war ein glücklicher Zufall, daß gute Bauleute aus fremden und entfernten Ländern gerade rechtzeitig in die Burg gekommen waren“ vermerkt ein Chronist (Georgius Kraus) später und nennt die Namen der eingewanderten Meister: Veit Gruber aus Tirol, Filip Bonge aus Salzburg und der Zimmermann Valentinus – auch Ausländer; diese bauten mit vielen einheimischen Hilfskräften den Turm und die Kirche vom März bis September 1677 für einen Lohn von 650 Gulden Bargeld.
Zwischen der Kugel auf der Dachspitze und der „meteorologischen Säule“, auf der ein Wetterhahn thront, wurde zeitweise auch ein Halbmond eingesetzt, dies galt als ein Symbol der osmanischen Oberherrschaft über die Stadt. Als 1704 der Aufstand der Kurutzen auch das Stadtgebiet erreichte, wurden Kugel und Hahn durch Musketenkugeln beschädigt. Erst 1774 – bei einer erneuten Reparatur am Turmdach – wurde der Halbmond durch den Doppeladler, „dessen Durchmesser eine Elle betrug“, ersetzt – nun als Symbol der Habsburger Herrschaft über die Stadt.
Erst 1894 war eine Generalreparatur des Turmes unvermeidlich; die einfachen Dachziegel des Turmes wurden, nach neuster Mode, durch weiße, gelbe, rote und grüne glasierte Ziegeln ersetzt; auf die linke Fassade, an der sich die Uhr befindet, wurden das Wappen der Stadt und die der sieben sächsischen Stühle aufgemalt; an der rechten Fassade wurde eine lateinische Inschrift zur Feuersbrunst von 1676 und den erfolgten Renovierungen eingefügt. Die Inschrift lautet im Original: Chare posteritatis memoriae sit traditum, turrim hanc anno 1676 execrabile et luctuoso illo incendo valde destructam anno 1678 prima industria maiorum restauratum, dein anno 1774 horologio iam obliterato rcparato fuisse vindicatam, dein anno 1894 Herum reparatam.
Zum Ende des 19. Jahrhunderts wurden entbehrliche Gebäude in der Umgebung des Turmes abgerissen; der Platz um das Museum wurde erweitert und auf der Seite in Richtung der Burg wurde das gegenwärtige Internatsgebäude für das Joseph-Haltrich-Lyzeum errichtet.